# Comté de Washington (Rhode Island)
Pour les articles homonymes, voir Comté de Washington.
Le comté de Washington est un comté de l’État de Rhode Island, aux États-Unis. Les comtés de cet État ne disposent pas d'un gouvernement local et ce découpage a uniquement une vocation géographique et statistique. La population du comté était de 129 839 habitants lors du recensement de 2020 pour une superficie de 1 458 km2, soit une densité moyenne de 151 hab./km2.
La ville principale est South Kingstown.

## Géographie

### Comtés voisins
|                                   | Comté de Kent       |                  |
| Comté de New London (Connecticut) | comté de Washington | Comté de Newport |
|                                   | Océan Atlantique    |                  |

## Villes du comté
- Charlestown
- Exeter
- Hopkinton
- Narragansett
- New Shoreham
- North Kingstown
- Richmond
- South Kingstown
- Westerly